# Cátedra de Maximiano
La cátedra de Maximiano es un trono realizado en marfil esculpido realizado a mediados del siglo VI para el arzobispo Maximiano de Rávena. Actualmente se encuentra expuesto en el Museo Arzobispal de Rávena. Se cree, en general, que el trono fue tallado en el Oriente griego del imperio bizantino y embarcado a Rávena, pero ha habido un largo debate erudito sobre si fue realizada en Constantinopla o Alejandría. Rávena se había convertido en 402 en la capital imperial del Imperio romano de Oriente.
El estilo del trono es una mezcla de arte paleocristiano y el de la Primera Edad de Oro del arte bizantino. Está realizado en paneles tallados en marfil, con marcos de vides y parras, sobre un marco de madera. El trono en sí es grande, con un respaldo alto semicircular y puede que sostuviera una cruz enjoyada o Evangelio durante algún tiempo. La talla en marfil se hizo en relieve y los paneles representan importantes figuras bíblicas. La parte trasera del trono muestra escenas de la Vida de Cristo, los lados incluyen escenas de la Historia de José del Libro del Génesis, y en la parte delantera del trono están los Cuatro evangelistas alrededor de Juan el Bautista, que está sosteniendo un medallón con el Cordero de Dios y el nombre de Maximiano por encima.

## Descripción de la pieza

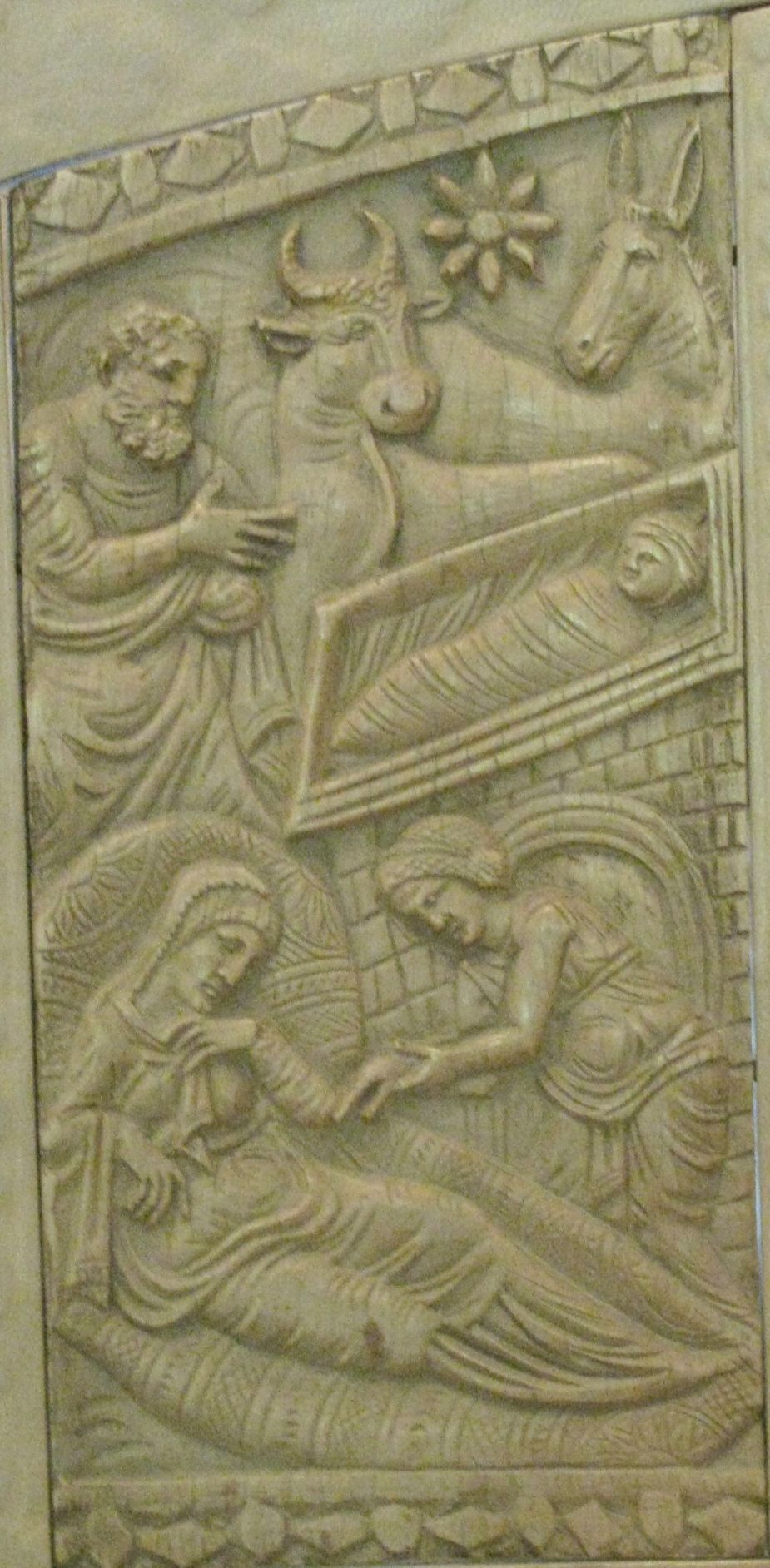
Escena navideña

La pieza se encuentra expuesta en el Museo Arcivescovile, que también alberga la Capilla de Sant’Adrea y obras de la antigua catedral. La iglesia bizantina no favorecía la escultura en bulto redondo, temiendo que recordara a los ídolos de la religión pagana grecorromana. Sí que se permitían pequeñas tallas en relieve. Este estilo de talla implica tallar figuras que se proyectan ligeramente sobre el fondo, más que alzarse libremente. Esto crea una pieza con una mezcla de bi- y tri-dimensionalidad. La talla en marfil (eboraria) se usó en muchas esculturas de lujo bizantino incluyendo díptico como la que muestra la Adoración de los magos y el Díptico Barberini, representando a Justiniano como Sacro Emperador. El trono es la pieza más grande marfil que procede de la Antigüedad tardía, y atrae por sus líneas simples y proporcionadas junto con sus tallas elaboradas.
El tamaño del trono y las claras variaciones estilísticas entre los paneles sugieren que implicó el trabajo de varios artistas bizantinos del siglo VI. La técnica de los paneles sugieren, al menos, dos artistas diferentes de habilidades desiguales habían ejecutado las tallas debido a los estilos diferentes. Aunque el estilo general de los paneles puede reconocerse, los del frente son bastante sencillos, esbozados, en comparación con las escenas del lado y el respaldo de la silla, que son bastante llamativos y alfo descuidados. Las dos técnicas diferentes de dos artistas distintos puede explicarse por la pandemia que arrasó en aquella época (h. 540, la peste de Justiniano). La peste se difundió por todo el imperio romano desde África oriental a través de la ruta del marfil y los artistas de los talleres eborarios podrían estar entre las primeras víctimas de la enfermedad. El deterioro de la técnica por lo tanto puede explicarse por el fallecimiento del principal maestro inicial y el posible deseo del emperador de terminar la pieza tan pronto como se pudiera, en cualquier caso.
Esta famosa silla episcopal está totalmente realizada en marfil, a excepción de unos paneles perdidos que han sido reemplazadas en la actualidad por paneles de madera recubiertos de pergamino (lo que armoniza mejor con el tono y el color de las otras partes de marfil). De los paneles del respaldo del trono, sólo han sobrevivido o se han restaurado, 16 de los 24 paneles. De 1,50 m de alto y 0,60 m de ancho, estuvo formada originariamente por 26 paneles de marfil tallado, en los que se representan dos ciclos narrativos diferentes: los del respaldo estuvieron dedicados a la vida de Cristo, los que aparecen en ambos reposabrazos representan escenas del ciclo de José y, en la parte delantera, donde se encuentran los paneles mejor tallados, se ve a los cuatro evangelistas y San Juan Bautista, incluida una representación del «cordero de Dios» (agnus dei) en un medallón. 
Se trata de una cátedra que debe ser considerada como el símbolo de la dignidad y autoridad del obispo, ya que en ella se hace explícitamente alusión a la función de enseñanza asumida en recuerdo de la función docente de Cristo. El obispo, habiendo conseguido la plenitud del sacerdocio, debe servir de guía a los fieles confiados a sus cuidados pastorales.(2)

## Análisis formal y estilístico
La cátedra de Maximiano es una pieza clave en lo que se ha llamado «estilo justinianeo» o arte bizantino temprano. El exterior de marfil del trono está concebido como una serie de paneles enmarcados, aunque el papel estructural aparente de las secciones no reflejan por completo su verdadera función. Un rasgo inusual es que la profundidad del relieve es en general más profundo en las secciones «marco» decorativas que en las escenas enmarcadas. El esquema general es extremadamente rico, como si demostrara cierto horror vacui. Los artistas adaptaron complicadas pautas y diseños a partir de tejidos y tallas de Oriente próximo y que aparecían en sus objetos artísticos. Los elementos que enmarcan, en el trono, se encuentran decorados con parras típicas del arte paleocristiano, «habitadas» por animales y aves dentro de las retorcidas ramas de las vides.
Muchas escenas talladas en la cátedra de Maximiano, como el milagro de Cristo y la historia de José, se pueden encontrar también en otros trabajos, incluyendo mosaicos y manuscrito. Los Cuatro evangelistas representados en la parte frontal del trono también era un tema muy habitual usado en todo el período medieval. Las figuras muestran una fuerte preferencia por poses de contrapposto, «una herencia del arte grecorromano, pero que aquí se han convertido en una especie de manerismo».

## Contexto histórico

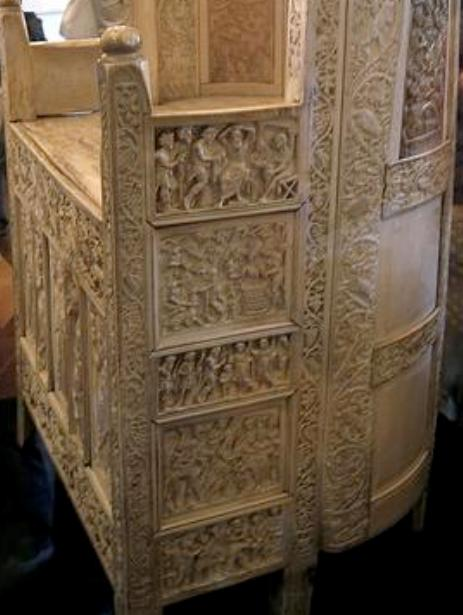
Vista lateral representando los episodios de la vida de José el Hebreo

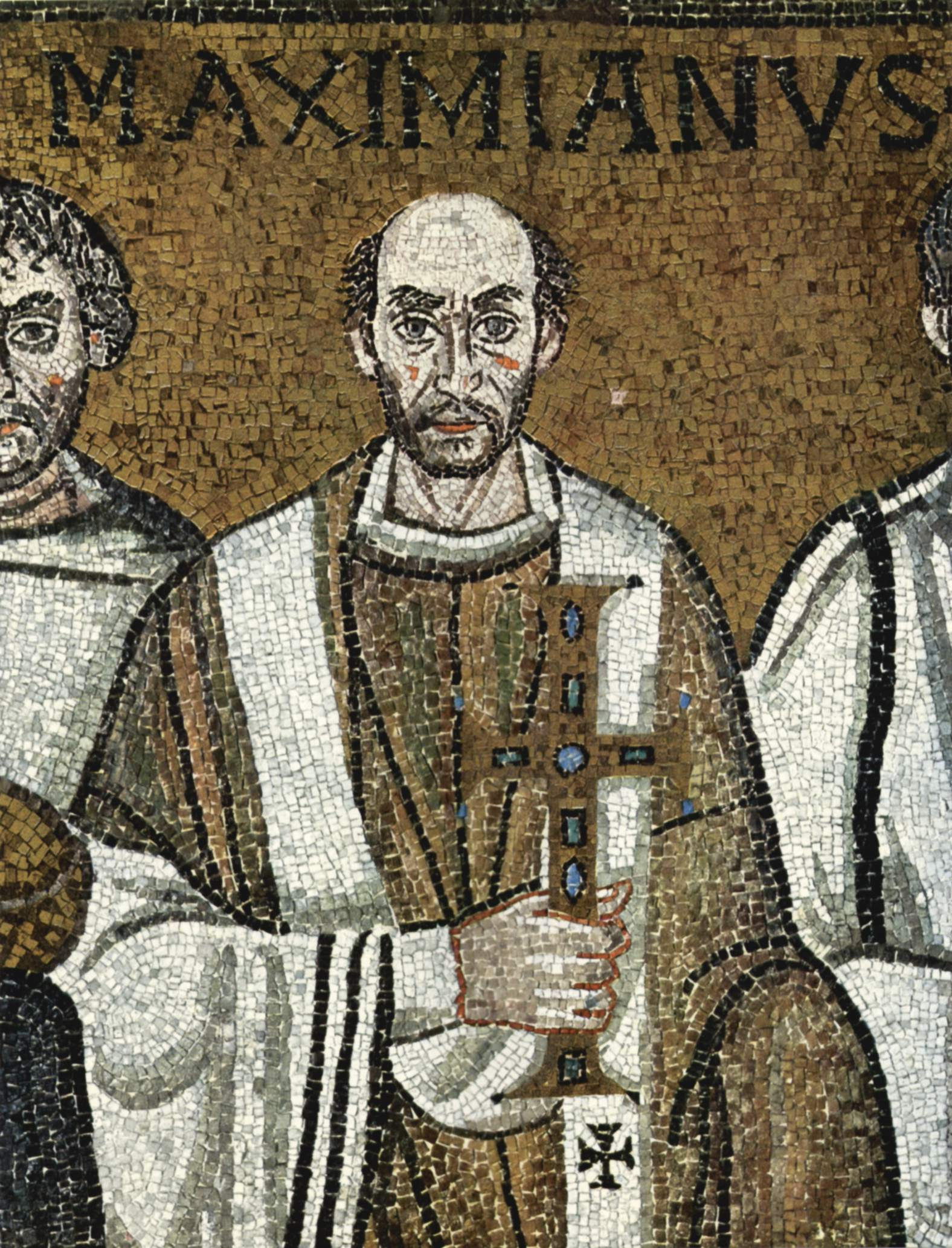
Detalle de mosaico de San Vital mostrando a Maximiano

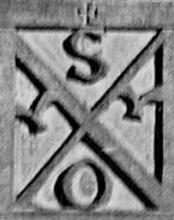
Monograma del obispo Maximiano.

La forma del trono es la misma que encontramos varias veces en las sillas episcopales de la iglesia primitiva. En la parte delantera y en la zona superior, entre motivos vegetales y zoomorfos, se ve claramente en relieve un monograma. Algunos especialistas han creído descifrar el nombre MAXIMUS SALONE EP (i) (Corpus) haciendo referencia o a Máximo I o Máximo II de la iglesia de Salone en Dalmacia (Martroye); otros han querido leer IOANNES EP (iscopus) AL (exandrinus), y lo han atribuido al obispo de Alejandría (San Juan Capellán) que vivió hacia principios del siglo VII (Cortinovis).
Pero son interpretaciones muy aisladas. La mayoría de los arqueólogos e historiadores del arte entienden que el monograma debe interpretarse como MAXIMIANUS EPISCOPUS. Y se refería a Maximiano, obispo de Rávena en tiempos de Justiniano I. Maximiano fue «un pobre diácono de Pola que alcanzó una posición alta gracias a su habilidad política» como un protegido de Justiniano, habiendo ganado también el favor de Teodora.  La gente de Rávena no lo quería como arzobispo, pero «por astutas maniobras superó su oposición, y se ganó su respeto gracias a su discreción, generosidad, y grandes empresas de construcción y decoración de las iglesias». Se le muestra, y se le llama con un gran titulus, en el famoso mosaico de la iglesia de San Vital de Rávena de Justiniano rodeado por sus ministros y guardaespaldas (emparejado con un panel para la emperatriz). Fue uno de los más clarividentes obispos de Ravena. Consagró, entre otras, dos de las más célebres iglesias de la ciudad: San Vital y San Apolinar en Classe. Hay que remarcar que la atribución a Maximiano del monograma, está confirmada por la forma similar a otros monogramas del obispo que figuran en algunas obras de arte en Rávena, que pertenecen con seguridad al siglo VI. 
El trono representa la presencia de Justiniano en Rávena, que había sido la capital occidental del imperio romano y el imperio bizantino. Maximiano bien pudo haber actuado como regente del emperador en el reto del territorio bizantino en Italia, y es posible que se pretendiera dejar como un trono vacío (etimasia) simbolizando la autoridad de Dios o el emperador, o ambos, o sea, no para que lo usara realmente el arzobispo. No hay pruebas documentales, pero si parece probable que fuese enviada como símbolo de la benevolencia imperial
La cátedra se colocó en el centro del ábside en la catedral y, a ambos lados, los bancos de los sacerdotes asistentes. El trono también se llevaba durante las ceremonias religiosas. El respaldo decorado y el lado del trono sugieren que el trono fue diseñado para ser trasladado en procesión desde el ábside y colocado cerca del presbiterio mientras el obispo se dirigía a la congregación, en lugar de dejarlo inmóvilcontra la pared.

### Datación
El regalo también era para la dedicación de San Vital; Justiniano contrató a artistas bizantinos del siglo VI, quienes fueron llamados a la corte de Constantinopla de todo el imperio, para crear esta pieza.
Su trono puede datarse en alrededor de 545–553. La mayoría de los estudiosos han mostrado acuerdo respecto a la fecha, poco antes de 547. Probablemente fue un encargo de Justiniano como un regalo para Maximiano por haberse convertido en el nuevo arzobispo y fortalecer su autoridad debido a que no siempre fue popular.
Como se sabe que Maximiano recibió en 550 el título de archiepiscopus («arzobispo»), si en el monograma se interpreta como MAXIMIANUS EPISCOPUS, se ha de atribuir la cátedra a los primeros años de su episcopado es decir, al periodo entre 546-550, ya que, si fuese posterior, en el monograma debería estar grabado su nuevo título.

### Origen
Ha habido considerable controversia en cuanto al lugar de origen: Antioquía, Alejandría, Rávena o Constantinopla. El estilo de los marfiles e incluso el propio uso del marfil sugiere que el trono pertenece a la Escuela Eboraria. Debido a los diferentes estilos dentro del trono se ha sugerido que algunos componentes, o incluso todo el trono, se tallaron en Alejandría. Un argumento que se dio en favor de este origen egipcio es la relevancia local de la historia de José, a la que se da tal prominencia, pero Meyer Schapiro demuestra una tradición artística y literaria que usaba a José, quien se alzó hasta ser ministro del faraón, como un símbolo para el papel como obispo, que en aquella época implicaba típicamente un papel destacado en el gobierno civil. Sin embargo, se ha señalado que el culto a san Menas no estaba limitado a Egipto, sino que hubo una iglesia que le fue dedicada en Constantinopla.
Ha de ponerse en relación con el Díptico Barberini, con partes de algunos dípticos imperiales romanos, con el díptico de Berlín y con la gran bandeja de plata del obispo Paternus, que ofrece interesantes comparaciones con la decoración de la cátedra. Por eso se sitúa la cátedra dentro de la renovatio que, con toda certeza, tuvo lugar en la metrópoli durante el reinado de Justiniano. Es cierto que hay diferencias estilísticas entre estas piezas, pero es que en la Constantinopla del siglo VI no había homogeneidad de estilo. El arte era un compendio de influencias diversas. Las obras de arte se insertan en la tradición tardoantigua y sin embargo no pertenece a la antigüedad tardía, son cristianas en espíritu y de herencia griega a nivel artístico, siendo por tanto un símbolo de la unión entre sacerdotium e imperium.

### Artistas

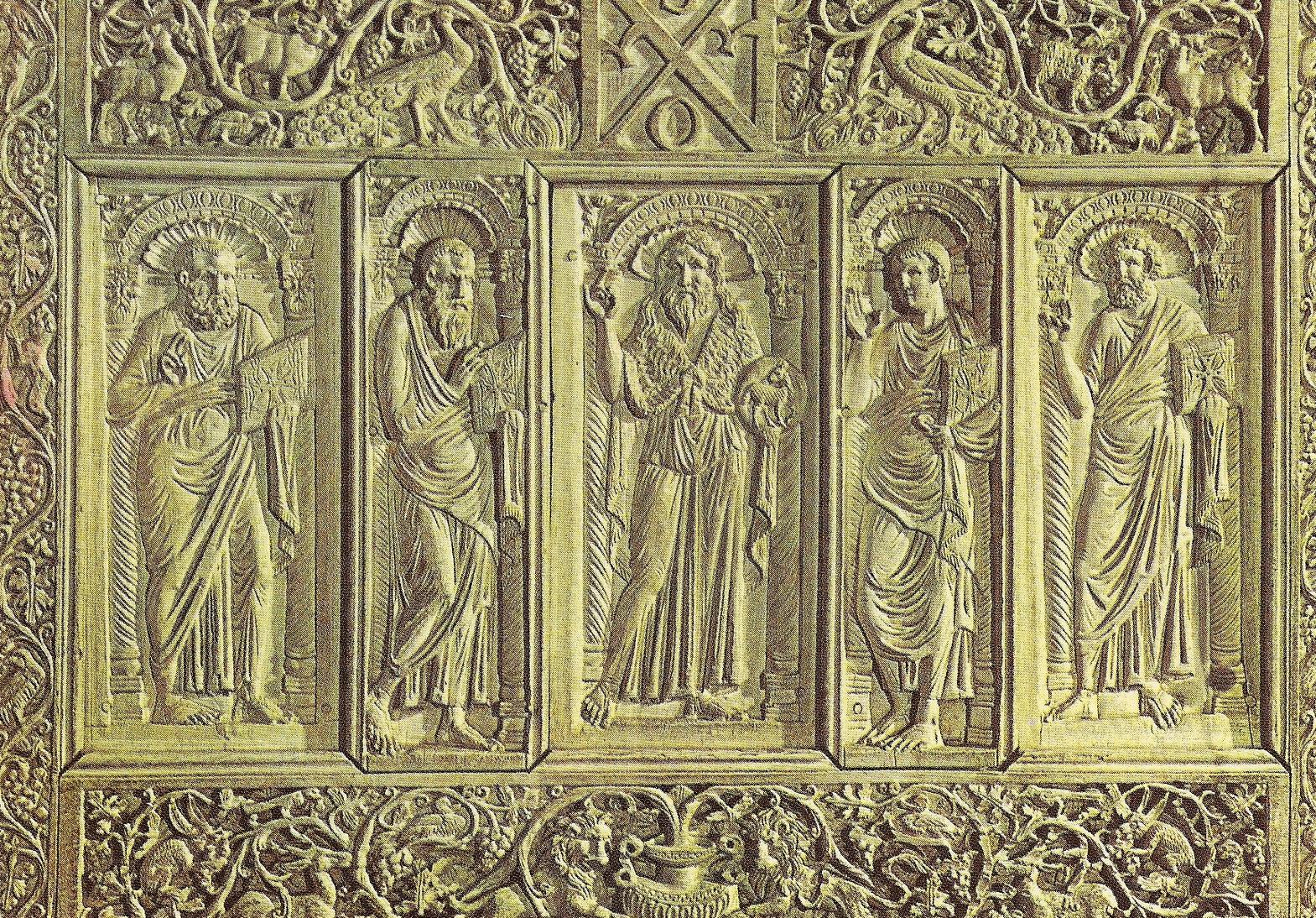
Los cuatro evangelistas y San Juan Bautista.

Los diferentes paneles no fueron tallados por un solo escultor o magister eburarius (escultor de marfil). Al menos hubo cuatro personas que intervinieron, en mayor o medida, en la cátedra. Uno de ellos debió ejecutar los personajes de San Juan bautista y los cuatro evangelistas en la parte delantera de la silla. Un segundo debió realizar los paneles representando las escenas evangélicas que decoran la parte anterior y posterior del respaldo siendo el modelado bastante plano. Un tercero, con grandes cualidades artísticas y plásticas, debió grabar los diez paneles representando los episodios de la vida de José el Hebreo. Un cuarto debió ser el autor de las bellas bandas decorativas, con temas vegetales y zoomorfos, caracterizados por la búsqueda de un potente efecto claroscuro.

## Temas

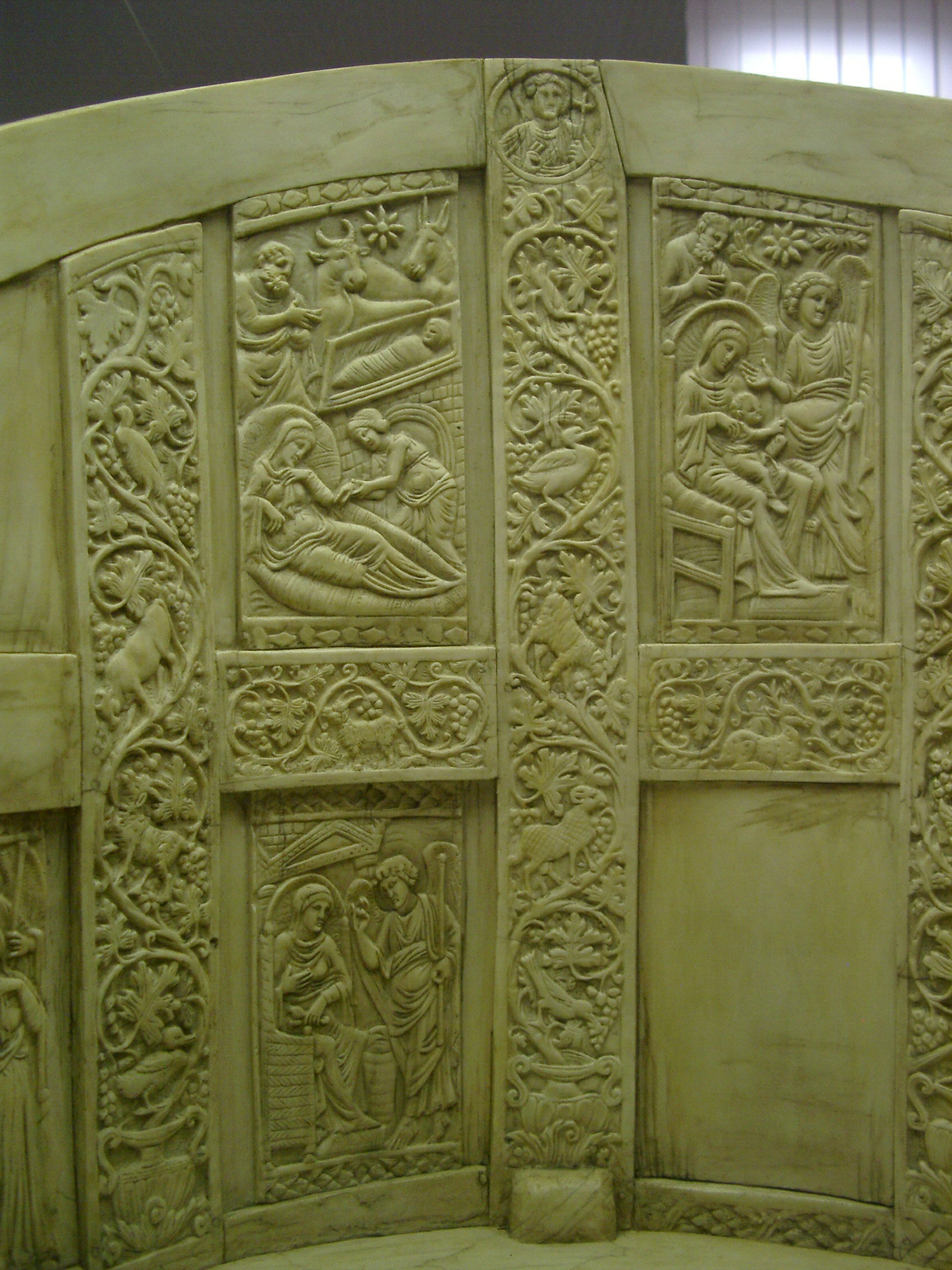
Detalle de las bandas horizontales y verticales, con exuberante decoración de ramas de vid.

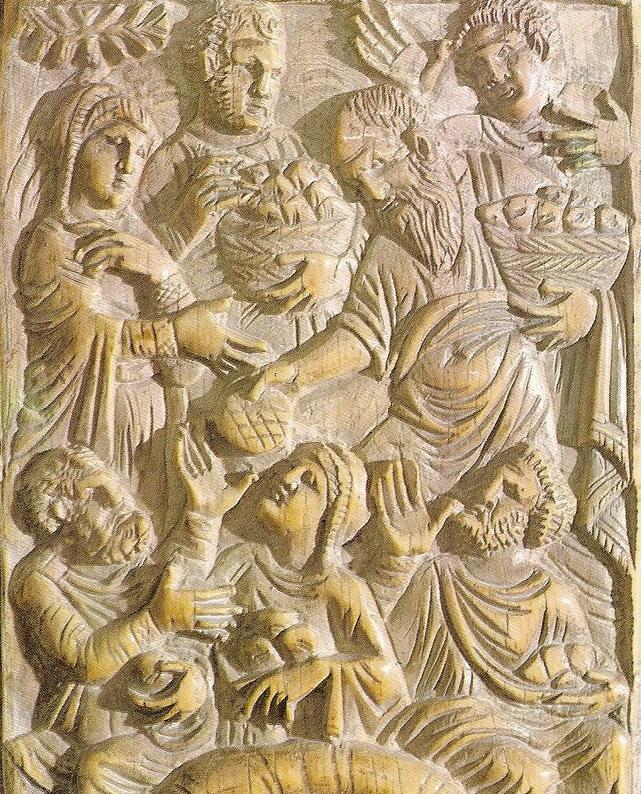
La multiplicación de los panes.

De los paneles del respaldo, decorados por el anverso y el reverso, se han perdido tres. De todas formas, conocemos algunos de los temas representados inicialmente gracias a los dibujos que nos han dejado Bachinni y Muratori: el encuentro de Isabel y la Virgen (la Visitación), las Bodas de Caná, la Adoración de los Magos, y la Huida a Egipto. Son escenas evangélicas referidas a la vida de Cristo, de las que hoy en día aun pueden distinguirse, en la parte delantera, la Anunciación, la Prueba de las aguas amargas, el Nacimiento, el Sueño de José y la marcha a Belén, la Virgen entronizada con el niño Jesús. En la parte trasera hallaríamos el Bautismo del Cristo, la Entrada en Jerusalén, la comida de la multitud después de la Multiplicación de los panes y de los peces, las Boda de Cana, la Curación del ciego de nacimiento y la Samaritana en el pozo. En cuanto a la disposición original de todos los paneles y la temática de los paneles que faltan, se han lanzado diversas hipótesis. A este respecto, debemos decir sin embargo que es muy difícil indicar qué episodios estaban representados, ya que por los paneles que si se nos han conservado, comprobamos que no hay una pauta uniforme en la distribución de las escenas.
La parte frontal inferior de la cátedra presenta, entre dos bandas horizontales y verticales que contienen ramas de viña, cinco paneles representando cada una un personaje en pie: San Juan Bautista en el centro y los cuatro evangelistas flanqueándole.
Las partes laterales de la cátedra, debajo de los reposabrazos, están decoradas cada una de ellas con cinco paneles, dedicados a la vida de José el Hebreo, según el Génesis.

## Restauraciones
Hacia finales del siglo XIX y principios del XX se recuperaron y añadieron a la cátedra cuatro pequeños paneles que a lo largo de los siglos se habían dispersado. La silla fue restaurada de manera inadecuada en 1884; se destruyó la mayor parte de la estructura de madera original y se produjo un gran deterioro de la superficie de marfil, tal vez como consecuencia de una limpieza imprudente. En 1893 y en 1894 fueron restituidos a Rávena los paneles, identificadas por Garrucci, representando uno de ellos a Cristo y la Samaritana, hasta entonces conservado en el museo de Nápoles, y el otro la Anunciación y la comida de la multitud después de la multiplicación de los panes y los peces. Esta última se encontraba entonces en los Museo e la Biblioteca Oliveriani de Pésaro. En 1903 se recupera un panel que se encontraba anteriormente en la colección Triulzo de Milán y en la colección Trotti en Locate de Triulzo que representa de un lado la escena del Nacimiento de Jesús y del otro la Entrada en Jerusalén. Ya en 1700 había sido reconocida por Bugati como perteneciente a la cátedra de Maximiano. En 1905 fue devuelta al museo el panel identificado por Westwood que se encontraba en el museo arqueológico de Milán y antes de allí en la academia de Bellas Artes y que representa la curación del ciego. En 1919 la silla fue reconstruida y se recuperaron algunos paneles que habían ido a parar a otras colecciones. En 1956 se llevó a cabo una restauración completa.

## Técnica: la talla en marfil
El marfil es una materia de origen animal (procedente de vertebrados), dura, esmaltada y de color blanquecino. El arte de trabajarla se llama eboraria y los objetos hechos con ella elefantinos. Su tonalidad llega a tornarse más amarillenta con los años.
El marfil es uno de los materiales que mejor supieron trabajar los artistas bizantinos y que ejercieron después una gran fascinación en el Occidente Medieval, La mayor parte de los objetos bizantinos en marfil de los siglos V y VI conservados hasta hoy se realizaron en ambientes cercanos al poder y tienen carácter religioso u oficial. Era bastante corriente recordar y conmemorar la designación de figuras importantes distribuyendo dípticos de marfil. Los talleres de Roma, Milán y Rávena dominan el siglo V con un estilo de inspiración clásica. En el siglo VI, los talleres de Constantinopla y del Mediterráneo oriental crean una sorprendente colección de dípticos consulares e imperiales.

### Escenas individuales similares a otras obras de arte
- «Escena de José asegurado por un ángel, aparece en un ataúd de marfil en el Museo Victoria y Alberto, y en un sarcófago procedente de Le Puy»[7]
- «Escena de la Anunciación, aparece en cubiertas de libro de marfil de los Evangelios Etschmiadzin, y las cubiertas en la the Bibliotheque Nationale»[7]
- «La prueba de la Virgen por agua, aparece en el marfil Uwaroff y el fragmento de las tapas de Murano en la colección Stroganoff»[2][7]
- Uno de los 26 paneles de mosaico en la Basílica de San Apolinar el Nuevo, Rávena, (Milagro de los panes y los peces)[22]
- Iglesia de San Vital (4 Evangelistas)[23]
- Mosaico de la cúpula en el Baptisterio Neoniano en Rávena (bautismo de Cristo)[24]

## Análisis iconográfico

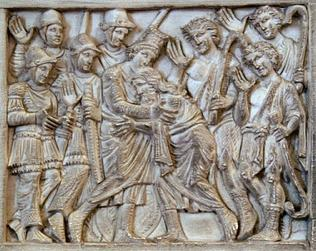
Escena de la historia de José

Entre otros significados, la palabra cátedra significa, según el DRAE, «Lugar que ocupa el obispo en su catedral, desde el que preside las celebraciones litúrgicas». La cátedra de Maximiano simboliza una sede de autoridad y estatus. A un trono se lo reconoce como asiento para alguien con poder en la época medieval. La silla no solo significa el descanso del cuerpo, sino también la concentración de la mente. En un lugar como una catedral, la silla desempeña un papel de reflejar las actitudes espirituales y religiosas de los que acuden a la iglesia.
En la cátedra de Maximiano, hay escenas del Antiguo y del Nuevo Testamento representando la historia de José y la vida de Cristo. Las escenas del Nuevo Testamento tienen un peculiar parecido con ejemplos egipcios del Nuevo Testamento y tienen continuación, ya en el siglo VII, en monumentos coptos.

### Frente de la cátedra
En la parte frontal de la cátedra, hay un total de cinco paneles. Cuatro de los paneles representan a los Evangelistas sosteniendo los Evangelios. El último panel ilustra a Juan el Bautista, sosteniendo su emblema del cordero. Es un tema muy habitual en muchos manuscritos y mosaicos.
Los diseños del frente del trono incluyen uno de racimos de vid, que se usó intensamente en el arte paleocristiano. Los artistas que crearon el trono incorporaron animales y aves entre las parras. En el borde inferior de la parte frontal de la cátedra contiene dos leones guardando el jarrón del que surgen las parras. En el borde superior, hay un par de pavos reales alrededor del monograma del arzobispo Maximiano. Los pavos reales simbolizan aves de inmortalidad.

### Lado de la cátedra: La historia de José el Hebreo
A un lado del trono, hay diez paneles representando los eventos de la historia de José en el Libro del Génesis. El estilo artístico de estas escenas es del siglo VI, que puede distinguirse de lo apariencia de boceto de la talla. Las escenas de la vida de José, la elección de ropajes, la decoración y la técnica son coherentemente análogos al arte cristiano de Egipto.

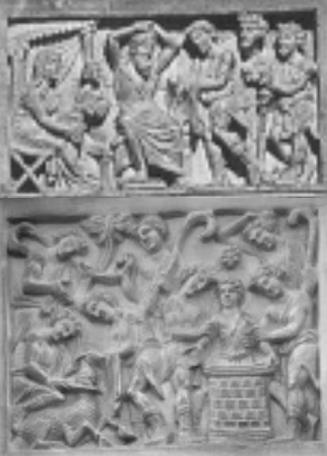

(Escena inferior, derecha) El joven José es tirado en una cisterna por dos de sus hermanos mientras que un tercero, sin duda Rubén, le mira con dolor (Génesis, 37, 18-24). Una gran estrella brilla sobre la cabeza de José, probablemente para indicar que prefigura a Cristo. (Escena inferior, izquierda) Mientras uno de los hermanos de José degüella al cordero, otro mancha de sangre la túnica para hacer creer que José ha sido devorado (Génesis 37, 31-32). El resto de hermanos, en segundo plano, asisten a la escena. (Escena superior) Tres pastores enseñan a Jacob la túnica manchada de sangre, este la reconoce como la de su hijo José (Génesis 37, 31-34). Mostrando un gran dolor, levanta sus brazos por encima de su cabeza. Con él están el pequeño Benjamín y Bala, a la que Jacob tomó por esposa después de Raquel.

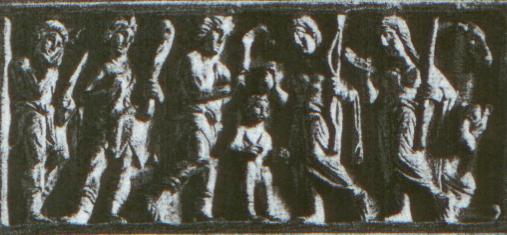

José representado en el centro es vendido por sus hermanos a unos mercaderes ismaelitas de Madian (Génesis 37, 28). Los que aparecen detrás de él sostienen un pendum (bastón de mango curvado). Los mercaderes, a la derecha caracterizados, tienen larga cabellera y se sitúan al lado de los camellos. Uno de los mercaderes tiene en su mano derecha una pequeña bolsa de dinero que va a dar a los hermanos de José.

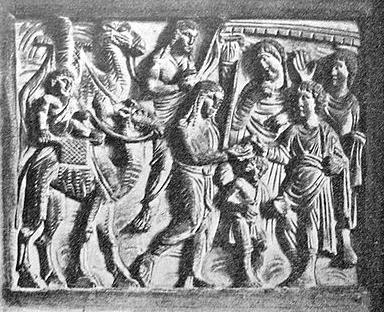

Los mercaderes ismaelitas en su viaje hacia Egipto han conducido el pequeño José a lomos de uno de sus camellos. Llegados a Egipto le venden a Putifar, general de las tropas del faraón (Génesis 37, 36). Este da uno de los mercaderes el dinero pactado, mientras a un lado de su casa están su mujer y otro personaje.

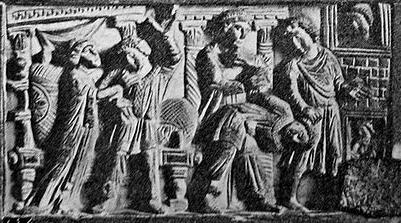

(A la izquierda) La mujer de Putifar mostrando una pasión ciega intenta atraer al joven José hacia la cama de su habitación pero éste la rechaza. (Centro) Acusado por la mujer de Putifar, José, doblado y con las manos atadas detrás de la espalda, es entregado a un soldado. (A la derecha) El soldado le conduce a la prisión, le vemos ahora en la ventana mientras que otro hombre está de guardia en la puerta. (Génesis 39, 1-20).

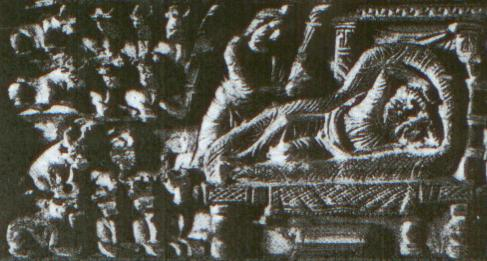

(A la derecha) El faraón está durmiendo sobre su cama. Un viejo alado se acerca a él con una antorcha encendida: es Hipnos, el sueño.(A la izquierda) Durante su sueño el faraón ve 14 vacas, 7 flacas y 7 gordas que están representadas aquí en dos planos superpuestos.

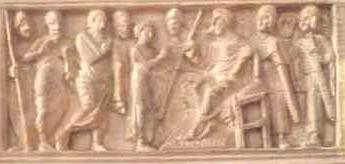

El joven José explica al faraón el sueño que ha tenido (Génesis 41, 14-36). Éste está sentado en su trono flanqueado por dos soldados armados con una espada. Otros soldados se encuentran cerca de dos adivinos vestidos con pallium de los filósofos, que no habían sabido dar una explicación satisfactoria.

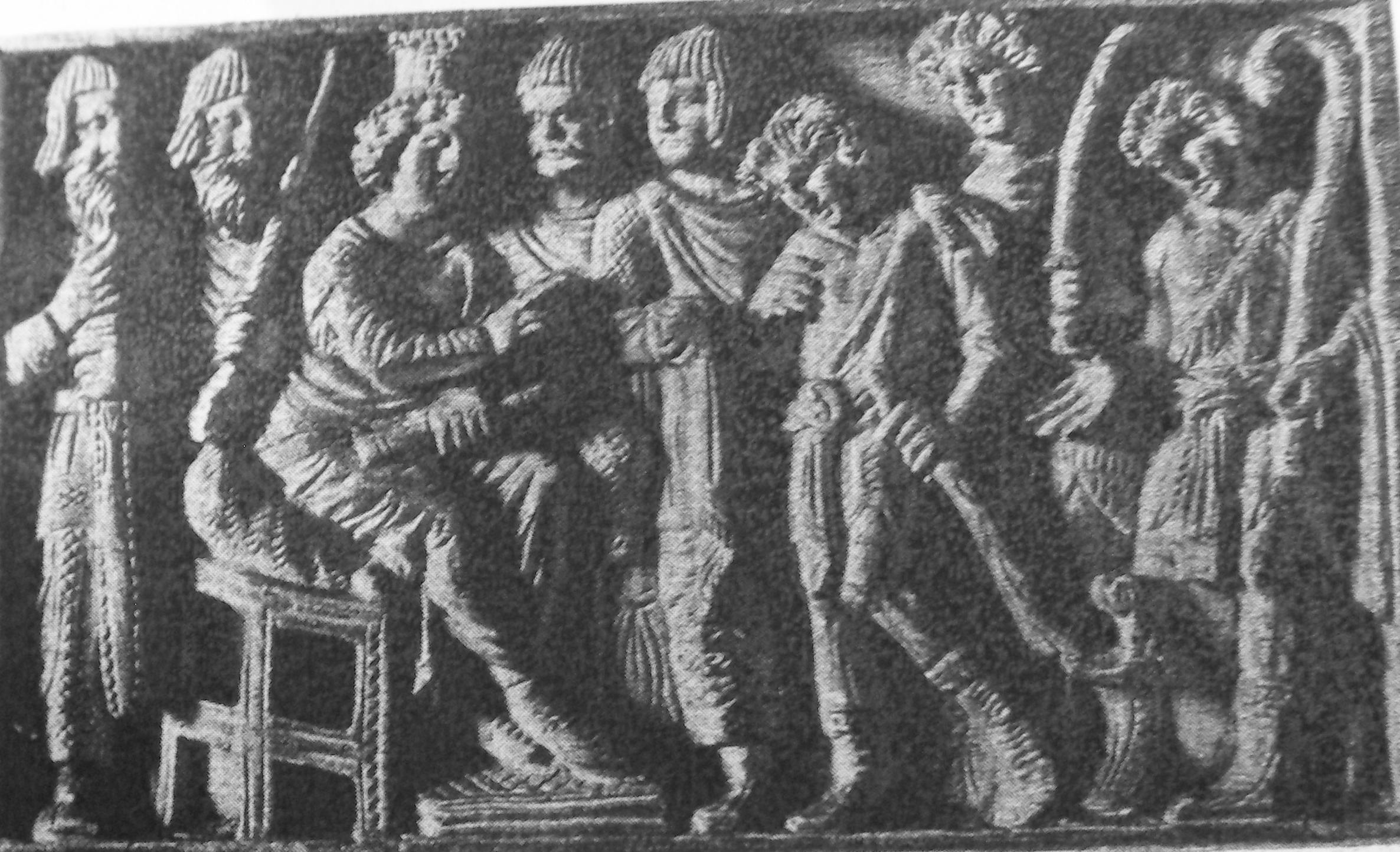

José convertido en virrey de Egipto está sentado en el trono rodeado de sus guardias. Interroga a sus hermanos quienes llevados por la escasez habían venido a Egipto para comprar trigo. José ordena que uno de ellos, Simeón, sea retenido como rehén, después de que les hayan declarado sospechosos de haber robado la copa de oro. (Génesis 42, 6-24).

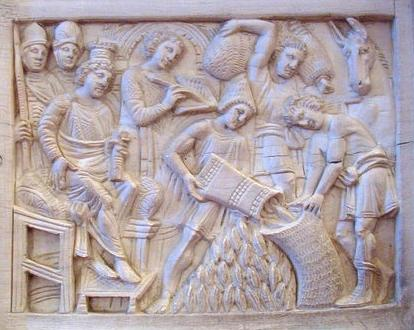

José todavía en su trono ordena que sean rellenados de trigo las bolsas de sus hermanos, mientras que el dispensator (el intendente), lleva la cuenta de las cantidades cedidas. Es durante esta operación que el intendente introdujo en una de las bolsas el dinero y la copa de oro del faraón (Génesis 44, 1-2).

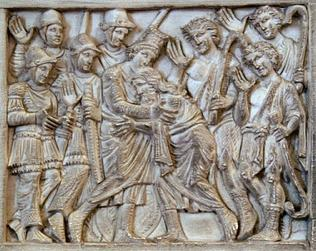

José rodeado de los guardias armados abraza de nuevo a su viejo padre Jacob que va hacia el visiblemente conmovido seguido de sus otros hijos.

### Respaldo de la cátedra
La parte posterior del trono está formada por 24 paneles representando al Nuevo Testamento y más específicamente, la Vida de Cristo y escenas apócrifas de la Vida de la Virgen.

#### Escenas individuales
- La versión alejandro-cóptica de la natividad de Cristo, representada en la cátedra de Maximiano, muestra a la Virgen yaciendo sobre un colchón, que es un tema más oriental. Mientras que en los Belenes occidentales, la Virgen está sentada en una silla.[7]
- La escena de la Anunciación representa a la Virgen sentada a la izquierda en una silla de mimbre tejiendo un ropaje púrpura para el templo. Fuera de los ejemplos mencionados más arriba, este tipo de escena sólo aparece en monumentos de origen copto.[7]
- La escena de la historia de Belén, José ayudando a la Virgen embarazada a subir al animal, que es guiado por un ángel, es un tipo de escena bien rara en el arte paleocristiano. Es de un tipo realizada con más probabilidad en Alejandría, donde se convirtió en un tipo característico en el arte copto.[2][7]